# Rodrigo Prieto
Rodrigo Prieto (Mexico-Stad, 23 november 1965) is een Mexicaanse cameraman (director of photography). Hij is vooral bekend van zijn samenwerkingen met regisseur Alejandro González Iñárritu, Oliver Stone, Ang Lee en Martin Scorsese. In 2006 werd hij genomineerd voor een Academy Award voor zijn camerawerk in Brokeback Mountain.

## Carrière
Rodrigo Prieto werd geboren in de Mexicaanse hoofdstad Mexico-Stad. Zijn grootvader Jorge Prieto Laurens was de burgemeester van de stad en hoofd van de Kamer van Afgevaardigden. Om politieke redenen werd hij later door de president van de republiek vervolgd, waardoor hij naar de Verenigde Staten vluchtte. Rodrigo's vader groeide op in Los Angeles en studeerde luchtvaarttechniek aan de universiteit van New York. Daar leerde hij Rodrigo's moeder kennen. Het koppel keerde nadien terug naar Mexico.
Rodrigo zelf studeerde af aan de Centro de Capacitación Cinematográfica (CCC) in Mexico-Stad, waarna hij aan de slag ging als cameraman. In 1996 debuteerde hij met de films Edipo Alcalde en Sobrenatural. Vier jaar later volgde zijn grote doorbraak met Amores perros. De prent was zijn eerste samenwerking met regisseur en landgenoot Alejandro González Iñárritu. Datzelfde jaar maakte Prieto ook zijn Amerikaans debuut met de misdaadfilm Ricky 6.
In 2002 werkte Prieto mee aan Frida, 8 Mile en 25th Hour. De drie films kregen overwegend positieve recensies en brachten een veelvoud van hun budget op. Voor Frida, dat gebaseerd was op het leven van de communistische schilder Frida Kahlo, ontving hij een eerste nominatie van de American Society of Cinematographers (ASC). Een jaar later werkte hij samen met González Iñárritu aan 21 Grams en filmde hij de politieke documentaires Comandante en Persona Non Grata van regisseur Oliver Stone. In 2004 nam Stone hem ook in dienst voor de verfilming van het historisch drama Alexander.
In 2005 verzorgde Prieto het camerawerk van Ang Lee's controversieel drama Brokeback Mountain. Hij had in de film ook een kleine cameo als gigolo. Voor Brokeback Mountain werd de Mexicaan voor de eerste keer genomineerd voor een Academy Award en BAFTA. Een jaar later sleepte hij opnieuw een BAFTA-nominatie in de wacht, ditmaal voor het camerawerk in Babel, zijn derde samenwerking met González Iñárritu. Ook zijn volgende film, Lust, Caution, werd geregisseerd door Lee en zorgde voor heel wat controverse. Hoewel de prent onder meer de Gouden Leeuw won, werden in enkele landen de expliciete seksscènes uit de film gecensureerd.
Ook in 2010 werkte Prieto opnieuw samen met González Iñárritu en Stone. Voor zijn landgenoot filmde hij het drama Biutiful, voor Stone verzorgde hij het camerawerk van de sequel Wall Street: Money Never Sleeps. In 2012 werkte hij als director of photography ook mee aan de Oscarwinnende film Argo.
In 2013 keerde Prieto terug naar de beurswereld van Wall Street. Hij verving collega Robert Richardson als cameraman voor The Wolf of Wall Street van regisseur Martin Scorsese. Voor die productie combineerde hij film en digitale beelden.

## Prijzen en nominaties
Academy Award:
2006 – Brokeback Mountain (genomineerd)
BAFTA Award:
2006 – Brokeback Mountain (genomineerd)
2007 – Babel (genomineerd)

## Filmografie
| - Edipo Alcalde (1996) - Sobrenatural (1996) - Un Embrujo (1998) - Fibra óptica (1998) - Amores perros (2000) - Ricky 6 (2000) - Original Sin (2001) - Ten Tiny Love Stories (2001) - Frida (2002) - 8 Mile (2002) - 25th Hour (2002) - Comandante (docu) (2003) - 21 Grams (2003) - Persona Non Grata (docu) (2003) - Alexander (2004) - Brokeback Mountain (2005) |  | - Babel (2006) - Lust, Caution (2007) - State of Play (2009) - Los abrazos rotos (2009) - Wall Street: Money Never Sleeps (2010) - Biutiful (2010) - Water for Elephants (2011) - We Bought a Zoo (2011) - Argo (2012) - The Wolf of Wall Street (2013) - The Homesman (2014) - A Midsummer Night's Dream (2014) - Silence (2016) - Passengers (2016) - The Irishman (2019) - Barbie (2023) |

- Bibsys: 7062315
- Biblioteca Nacional de España: XX1287694
- Catàleg d'autoritats de noms i títols de Catalunya: 981058581180706706
- Gemeinsame Normdatei: 130296201
- International Standard Name Identifier: 0000 0001 1068 8185
- Library of Congress Control Number: no2003071730
- Nationale Bibliotheek van Tsjechië: xx0263356
- Nationale Bibliotheek van Israël: 987007444865005171
- PIC: 389431
- Système universitaire de documentation: 091536774
- Virtual International Authority File: 67569749
- WorldCat: E39PBJkxDy76g4ctXBqkMyXKh3